# Conflicte de Namangan
Conflicte que es donà a regió de Namangan durant els dies 8 i 9 de desembre de 1991, quan membres d'Adolat (justícia) van apoderar-se de la seu del Partit Comunista, convertint-la en un centre islàmic. Protestaven pel suport que oferien els clergues (aquells acceptats oficialment) a la candidatura d'Islom Karimov, del Partit Comunista, a la presidència de l'Uzbekistan.
Els seguidors es comptaven per milers, ja en el 1992 eren partícips unes 50.000 persones. Aquest fet provocà que el president atorgués l'autonomia a la regió de Namangan temporalment. Tot seguit, però, hagueren diferents detencions i un gran nombre d'integrants i seguidors de l'Adolat foren expulsats refugiant-se al Tadkikistan, a l'Afganistan o a l'Iran.
Aquest conflicte no va provocar morts directes, fins ara sabut.
Aquest moviment s'emmarca en un moment molt actiu políticament a l'Uzbekistan, ja que l'agost del mateix any Islom Karimov havia proclamat la independència del país que passarà a dir-se República Socialista Soviètica de l'Uzbekistan.
La religió islàmica, de caràcter oficial, és usada com a instrument de control de la comunitat musulmana, en expansió, per part dels organismes estatals. I com hem vist, pot generar un moviment d'unió significatiu conte el govern.